# 芍藥湯
芍藥湯，为一种中药汤剂，出自《素問病機氣宜保命集》。
- 组成：芍藥一兩、當歸半兩、黃連半兩、大黃三錢、槟榔、木香、甘草炒，各二錢、黃芩半两、官桂二錢半。
- 用法：上藥咀，每服半兩（15g），水二盏，煎至一盏，食后温服。
- 主治：湿熱痢疾。腹痛，便脓血，赤白相兼，里急后重，肛门灼热，小便短赤，舌苔黄腻，脉弦数。
- 功用：清熱燥湿，調氣和血。[2]

## 外部連結
- 芍藥湯 中藥方劑圖像數據庫 (香港浸會大學中醫藥學院) （中文）（英文）